# Alessandro Gramigni
Alessandro Gramigni (né le 29 décembre 1968 à Florence) est un pilote de moto italien. Il a notamment gagné le Championnat du monde de vitesse moto 1992 dans la catégorie des 125 cm3.

## 125 cm3
Après des débuts prometteurs comme amateur, Gramigni participe pour une première fois aux Grand Prix lors du Championnat du monde de vitesse moto 1990. Chevauchant une Aprilia 125 cm3, il termine la saison en neuvième position. 
Il gagne sa première course lors du Championnat du monde de vitesse moto 1991 sur le parcours tchécoslovaque (en). Il termine la saison au septième rang avec 90 points.
En 1992, avec des victoires sur les parcours malaisiens et hongrois (en), il devance l'italien Fausto Gresini et gagne le championnat du monde 125 cm3. 

## 250 cm3et 500 cm3
En 1993, Gramigni passe dans la catégorie 250 cm3. D'abord avec l'équipe Gilera, il revient par la suite à  Aprilia. Il termine une saison décevante avec un total de 2 points. 
Il complète deux autres saisons avec Aprilia et Honda dans cette catégorie, puis part en sabbatique deux ans. En 1997, il participe à une course dans la catégorie 500 cm3 sur le parcours malaisien, puis prend sa retraite. 

## Superbike
De 1998 à 2001, Gramigni jette son dévolu sur le championnat du monde de Superbike. Il y participera également de 2003 à 2005, gagnant le championnat italien de Superbike avec l'équipe Yamaha en 2004.